# John Graham (évêque)
Pour les articles homonymes, voir John Graham.
John Graham (23 février 1794, Durham - 15 juin 1865, Chester) est un homme d'église et universitaire anglais. Il est maître du Christ's College de Cambridge de 1830 à 1848 et évêque de Chester de 1848 à 1865. Graham est décédé au palais épiscopal de Chester le 15 juin 1865 et est enterré au cimetière de Chester le 20 juin 1865. Il est professeur de Charles Darwin à Cambridge de 1829 à 1830.

## Biographie
Graham, fils unique de John Graham, commis-gérant de Thomas Griffith du Bailey, Durham, est né à Claypath, Durham. Il fait ses études à la Durham School et au Christ's College de Cambridge , où il atteint un excellent niveau en tant qu'érudit classique et mathématique. En 1816, il obtient son diplôme de quatrième wrangler et obtient avec Marmaduke Lawson la médaille du chancelier, obtenant un BA en 1816, un MA  en 1819, un BD en 1829 et un DD par mandat royal en 1831 . Il est élu membre et tuteur de son collège en 1816, et à la démission du Dr John Kaye en 1830, il est désigné maître du Christ's College.
En 1828, il est rattaché à la prébende de Sanctæ Crucis dans la Cathédrale de Lincoln, et six ans plus tard à la prébende de Leighton Ecclesia dans le même diocèse. Il sert deux fois comme vice-chancelier de l'université - en 1831, et de nouveau en 1840. C'est au cours de la dernière année qu'il admet John Copley au poste de grand intendant de l'université, et son discours à cette occasion est imprimé dans Cooper 's Annals of Cambridge . Ordonné en 1818, il devient recteur de Willingham, Cambridgeshire en 1843. Il est nommé aumônier du prince Albert le 26 janvier 1841 et, lors du concours pour la chancellerie de l'université de Cambridge, le 27 février 1847, il préside le comité princier. En 1848, lors de la nomination de John Bird Sumner au siège de Cantorbéry, Graham reçoit l'évêché vacant de Chester. Sa consécration a lieu dans la chapelle royale de Whitehall, le 14 mai 1848, et le 16 juin, il est installé dans la Cathédrale de Chester. A l'occasion de son départ de Cambridge, le maire et le conseil de la ville lui adressent des félicitations pour sa nomination, le seul cas où un hommage de ce genre ait jamais été rendu par cet organisme. L'évêque est un libéral en politique, mais parle ou vote rarement à la Chambre des lords. Il est membre de la commission des universités d'Oxford et de Cambridge et prend une part active à ses travaux. Son mode de vie est simple. Son idée directrice est de préserver la paix dans le diocèse ; il peut cependant être ferme quand l'occasion l'exige. Ses manières conciliantes s'étendent aux dissidents de Chester et irrite ainsi le parti de la haute église.
Le 25 septembre 1849, il est nommé greffier du cabinet de la reine, poste qu'il conserve jusqu'à sa mort. Il jouit de l'amitié du prince consort et du respect de la reine. Il meurt au Palais de Chester le 15 juin 1865 et est inhumé au cimetière de Chester le 20 juin. En 1833, il épouse Mary, fille du Rév. Robert Porteous, dont il a huit enfants, l'aîné étant John Graham (1834–1873), est greffier du diocèse de Chester.

## Ouvrages
- Sermons sur les commandements, 1826
- Sermons, 1827, 1837, 1837, 1841, 1845, 1855
- Une charge au clergé du diocèse lors de la première visite de l'évêque de Chester, 1849

Certains de ses sermons se trouvent également dans les publications de la Church Missionary Society, de la Society for Promoting Christian Knowledge, de la General Society for Promoting District Visiting et de l'African Church Missionary Society.